# Mahfouda
Mahfouda (en kabyle Imeḥfuḍen, en tifinagh ⵉⵎⴻⵃⴼⵓⴹⴻⵏ, en arabe محفوظة), est un village situé en Kabylie en Algérie. Il fait partie de la commune de Bouhamza dans la daïra de Seddouk et la wilaya de Bejaïa. Il est situé à environ 220 km à l'est d'Alger. Il compte environ 4 500 habitants
La langue parlée dans le village est le kabyle.

## Situation
Situé sur la rive gauche de la rivière Bousselam à environ 500 m à 580 m d'altitude, il est accessible par la route départementale 41 depuis son croisement avec la route Nationale 26 au niveau de zone industrielle "Taharacht" . Après avoir traversé le fleuve "La Soummam" par le pont de Biziou, deux chemins sont possibles: soit par la départementale CW23 qui longe la rivière Bousselam en passant le Hammam Sidi Yahia, soit par la montagne en suivant la départementale CW35 en passant le col de "Ighil Ntala" à environ 1000 m d'altitude. 
Comme tous les villages kabyles et algériens, une partie de la population du village, notamment les jeunes , a émigré vers la France et le Canada . La diaspora demeure jusqu'à présent une source indispensable pour de nombreuses familles du village, directement ou indirectement.
L'activité agricole principale des villageois reste l'oléiculture et un peu d'élevage .
La majorité des jeunes du village travaille de l'autre côté de la Soummam (Akbou, Ifri),  vu le manque d'investissements dans la région.
Pourtant le barrage Tichy- haf offre une grande opportunité d'investissement dans le domaine du tourisme , mais hélas les autorités locales et régionales ne s'y intéressent pas et c'est dommage .
Le village accueille le barrage Tichy-haf qui permet de stocker jusqu'à 80 millions m3 d'eau pour l'alimentation en eau de la toute la vallée de la Soummam jusqu'à Béjaia.
La population est extrêmement gentil et bienveillante  